# Рубисов, Николай Константинович
Николай Константинович Рубисов вариант фамилии Рубис (1866 — ?) — врач, депутат Государственной думы II созыва от Черниговской губернии.

## Биография

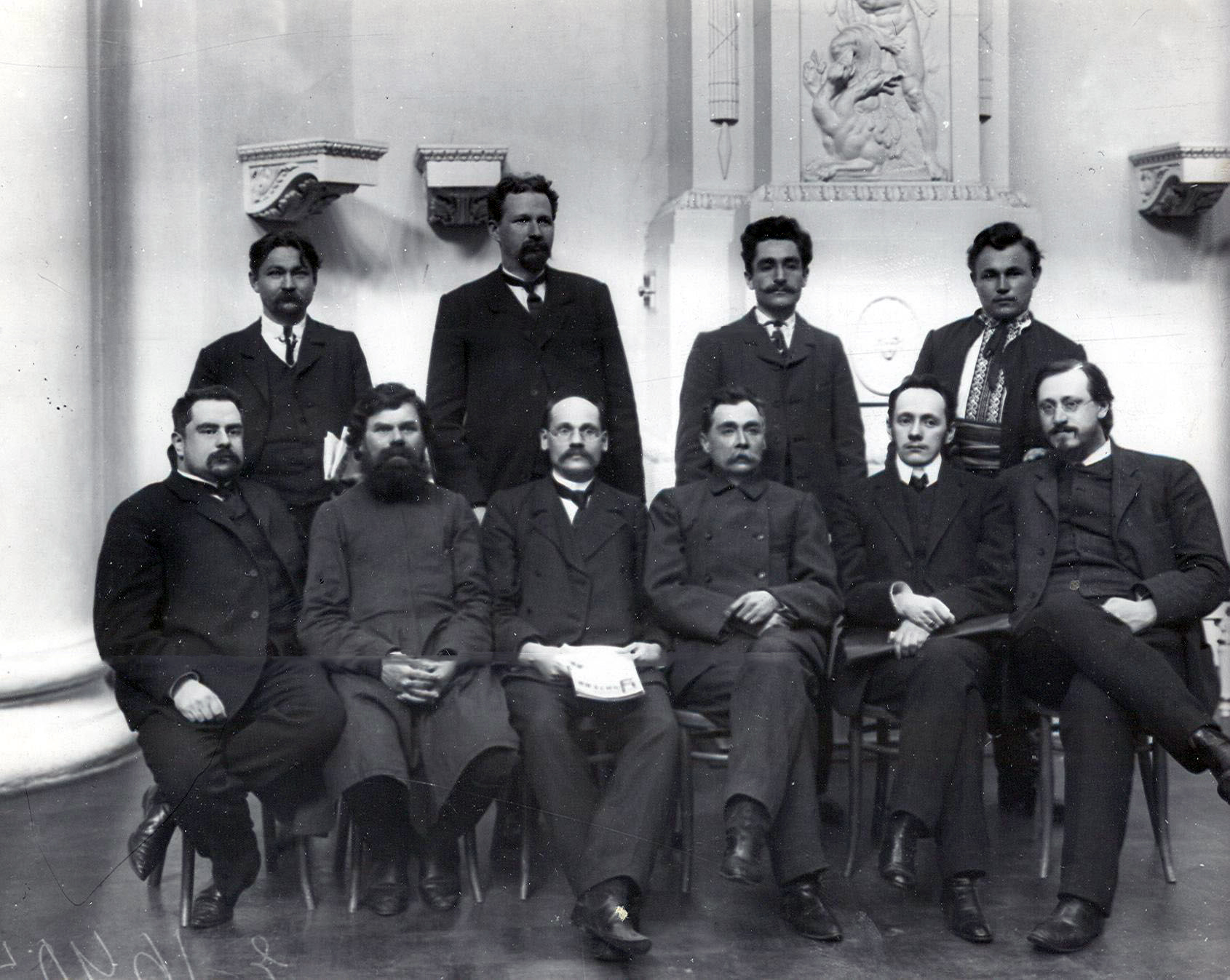
Члены Государственной Думы II созыва от Черниговской губернии. Стоят: Н. В. Дементьев, Н. К. Рубисов, Ф. И. Приходько, В. И. Хвост; сидят: П. П. Юренев, Т. С. Веремеенко, А. Г. Лосик, П. А. Трофименко, М. А. Искрицкий, В. В. Волк-Карачевский

Родился в 1866 году. Национальность определял как «малоросс», то есть украинец; дворянского сословия. Его отец был выпускником (серебряная медаль в 1855 году), а затем преподавателем математики и физики (в 1862—1864 годах) Черниговской мужской гимназии.
Окончил медицинский факультет Харьковского университета. Служил врачом Остерского уезда Черниговской губернии, затем врачом в Конотопской железнодорожной больнице. Во время русско-японской войны 1904—1905 был врачом при общине императрицы Марии.
6 февраля 1907 года избран во Государственную думу II созыва от общего состава выборщиков Черниговского губернского избирательного собрания. Был членом Комиссии Думы по народному образованию.
4 марта 1907, то есть через 2 недели после открытия Думы, Н. К. Рубисов вместе с священником отцом Антоном Гриневичем врачом Н. И. Долгополовым и черниговским крестьянином Василём Хвостом обратился к депутатам-украинцам с призывом собраться для обсуждения вопроса о создании фракции. Таким образом, по их инициативе была создана «Украинская Трудовая громада», включавшая 47 человек. Член бюро Украинской громады. Вошёл также в состав Конституционно-демократической фракции. Во время работы Думы было принято решение о выходе членов украинской фракции из всех думских партийных объединений. Преждевременный роспуск II Думы прервал процесс формирования украинской фракции.
В апреле 1917 года на Всеукраинском национальном съезде избран в состав Украинской Центральной Рады. Однако в мае он был заменён Евгением Онацким.
Упоминается в «Дневниках» Е. Х. Чикаленко за 1919—1920 годы. Дальнейшая судьба неизвестна.

### Рекомендуемые источники
- Чикаленко Є. Х. Щоденник 1917—1919. — Львів, 1931;
- Студенчество и революционное движение в России: последняя четверть XIX века. — Наука, 1987. — С. 99

### Архивы
- Российский государственный исторический архив. Ф. 1278. — Оп. 1 (2-й созыв). — Д. 372; Д. 608. — Л. 7.